# Punkt MPRW
Punkt MPRW (ukr. Пункт МПРВ) – przystanek kolejowy w miejscowości Mynaj, w rejonie użhorodzkim, w obwodzie zakarpackim, na Ukrainie. Położony jest na linii Użhorod – granica państwowa ze Słowacją.